# Dancing (Kylie Minogue)
Dancing è un singolo della cantante australiana Kylie Minogue, pubblicato il 19 gennaio 2018 come primo estratto dal quattordicesimo album in studio Golden. Il brano è stato scritto dalla stessa cantante in collaborazione con Steve McEwan e Nathan Chapman, ed è stato prodotto da Sky Adams.

## Accoglienza
Il quotidiano di Melbourne Herald Sun ha definito Dancing come «una scelta intelligente per il singolo di lancio, in quanto rispecchia il tradizionale stile di Kylie», pur rimanendo «la più grande svolta musicale della cantante in vent'anni», da quando nel 1997 con Impossible Princess abbandonò il suo stile dance per sperimentare nuovi generi musicali.

## Classifiche
| Classifica (2018) | Posizione massima |
| ----------------- | ----------------- |
| Australia         | 46                |
| Belgio (Fiandre)  | 94                |
| Belgio (Vallonia) | 64                |
| Cile              | 81                |
| Croazia           | 10                |
| Polonia           | 21                |
| Regno Unito       | 47                |

## Formazione
- Kylie Minogue – voce, autrice
- Sky Adams – produttore, mixing
- Dick Beetham – masterizzazione
- Nathan Chapman – coro
- Michael Stockwell – chitarra